# James MacMillan
James MacMillan CBE (Kilwinning, Escocia, 16 de julio de 1959) es un compositor y director de orquesta escocés. 
Aunque nacido en Kilwinning, North Ayrshire, vivió en East Ayrshire ciudad de Cumnock hasta 1977. Estudió composición en la Universidad de Edimburgo con Rita McAlister. Estudió en la Universidad de Durham con John Casken graduándose como Ph.D en 1987. Fue profesor de música en la Universidad de Mánchester a partir de 1986-1988. 
Después de acabar sus estudios, MacMillan volvió a Escocia, componiendo de manera prolífica, y fue compositor asociado con la Scottish Chamber Orchestra, a menudo trabajando en proyectos de educación. Debido al éxito creciente de la BBC Scottish Symphony Orchestra tuvieron la atención de estrenarle La confesión de Isobel Gowdie en los Proms de 1990. Isobel Gowdie que fue una de las muchas mujeres ejecutadas por brujería en el siglo XVII en Escocia. 
Según el compositor, «el trabajo anhela la absolución y ofrece a Isobel Gowdie la misericordia y la humanidad que se le negaba en los últimos días de su vida».
El reconocimiento internacional de la obra Veni, Veni, Emmanuele, estrenada en 1992 impulsó más comisiones de perfil alto, en Escocia tanto para MacMillan como para Evelyn Glennie aunque MacMillan realizó la mayoría del trabajo.
Mstislav Rostropóvich le propone componer un Concierto para violonchelo, el cual fue estrenado por el mismo Rostropovich en 1997. Sus éxitos más recientes incluyen su segunda ópera, El sacrificio, encargada por la Òpera Nacional de Gales, el otoño de 2007, que ganó el Premio de la Royal Philharmonic Society: la Orquesta Sinfónica de Londres y la Orquesta Sinfónica de Boston la interpretaron conjuntamente en la Pasión según San Juan.
Católico devoto, MacMillan opina que en las últimas décadas, la música litúrgica católica se ha transformado en algo «risible» porque se ha apartado del estándar de la liturgia católica.
Para la visita que Benedicto XVI realizara a Gran Bretaña en 2010, MacMillan compuso la obra Tu es Petrus (Tú eres Pedro).

## Mejores trabajos
- After the Tryst: (violín y piano - (1988)
- The Confession of Isobel Gowdie; (orquesta - (1990)
- The Berserking: (concierto de piano - 1990)
- Veni, Veni, Emmanuel: (concierto de percusión (1992)
- Seven Last Words from the Cross??: (cantata: para coro y cuerdas (1993)
- Inés de Castro (ópera, libreto: John Clifford (1991-1995)
- Britannia!: (orquestra, 1994)
- The World's Ransoming: (corno inglés y orquesta, 1997)
- Cello concert: (1997)
- Symphony: Vigilia (1997)
- Quickening: (solistas, coros, orquesta, (1998)
- Mass: (coro, órgano, 2000)
- Sonata per a Cello nº. 2 dedicada a Julian Lloyd Webber
- The Birds of Rhiannon: (orquesta con coros opcionales, texto: Michael Symmons Roberts, 2001)
- O Bone Jesu: (2001)
- Piano concerto nº. 2 (2003)
- A Scotch Bestiary: (órgano y orquesta, 2004)
- Sundogs: (2006)
- The Sacrifice: (2007)
- St John Passion: (2008)
- Symphony No.4 (2014-2015)